# Artur Loureiro
Artur José de Sousa Loureiro ComSE (Oporto, 11 de febrero de 1853 - Terras de Bouro, Gerês, 7 de julio de 1932) fue un pintor portugués.

## Vida y obra
Inició su formación en dibujo y pintura con su maestro, y también amigo, António José da Costa . Asistió y realizó un curso de Pintura en la Academia de Bellas Artes de Oporto y tuvo como maestro al pintor João António Correia.
En 1873, se presentó al examen público para conseguir una beca del Estado en el extranjero, solicitando finalmente que ésta se resolviera a favor de Silva Porto, cuando las pruebas iban a ser evaluadas por el Jurado .
Dos años después, en 1875, compitió en la Academia de Bellas Artes de Lisboa, con José Malhoa, en la beca para Roma, y, después de que el concurso fuera cancelado, partió a Italia, viajando a Roma, subvencionado y con el apoyo de su mecenas, Delfim Deodato Guedes, 1. º Conde de Almedina, asistiendo a la Academia Romana, donde pronto se distinguió, habiéndose incorporado al Círculo Artístico en 1876 .
En 1879, de nuevo en Lisboa, solicitó una beca de estudios en Francia y consiguió el primer lugar. Marchó a París y, una vez allí, asistió a la École des Beaux-Artes, vivió en el Barrio Latino, fue discípulo y recibió lecciones de Alexandre Cabanel, y, en los años 1880, 1881 y 1882, exhibió sus obras en el Salón, junto a sus compañeros, los artistas portugueses Silva Porto, António Ramalho (1858-1916), Marques de Oliveira, Sousa Pinto, Columbano Bordalo Pinheiro y João Vaz.
En 1882 expuso en Londres y en 1884 decidió emigrar con su esposa, Marie Huybers, y navegar a Australia, donde fue contratado para impartir clases de dibujo en la Presbyterian Ladies Academy de Melbourne, donde se instalaron. Allí vivió mucho tiempo, siendo premiado por su trabajo en todas las exposiciones a las que asistió. En ese país formó parte de la Australian Art Association en 1885 que, en 1888, se fusionó con la Victorian Artist's Society, vendió sus obras, formó parte de los Jurados y fue Inspector de la Galería Nacional de la Ciudad de Victoria .
En 1899 obtiene la Medalla de Oro en la Exposición de Londres, con su cuadro La muerte de Burks, y, en 1900, en la Exposición de París, el día 3. Quinta medalla con el lienzo La visión de San Estanislao de Kostka .
En 1901 regresa definitivamente a Portugal y se instala en Oporto, y en el antiguo Palacio de Cristal instala y monta una escuela-estudio que rápidamente se convierte en un espacio de referencia y formación para artistas y admiradores del pintor.
Luego, su carrera artística, sigue un período de brillante actividad, ya que cada año exhibe en su estudio una serie de magníficas obras, que incluyen aspectos del paisaje del Miño y el paseo marítimo, ejecutadas con una perfección técnica insuperable.
En 1920, realizó una exposición individual en la Sociedade Nacional de Belas Artes y, en 1923, organizó, en el atrio de la Santa Casa da Misericórdia de Oporto, una exposición conmemorativa de su jubileo artístico. En 1929 hubo una gran exposición de sus mejores pinturas en el Salão Silva Porto , un grupo de amigos adquirieron su autorretrato, que ofrecieron al Gobierno italiano, con destino a la Sala de Autorretrato del Museo de los Uffizi, de Florencia .
El 31 de marzo de 1932 fue nombrado Comandante de la Orden Militar de Sant'Iago da Espada . En abril de 1932, sus compañeros, amigos y admiradores celebraron una sesión solemne en su honor, en el Salón Silva Porto, para entregarle la insignia de la Orden Militar de Sant'Iago da Espada, con la que había sido condecorado. El autor elogió al Dr. Abílio Campos Monteiro .
Poco tiempo después, partió hacia Gerês, atraído por los hermosos panoramas de la Sierra, que siempre lo maravillaban en sus visitas anuales, y allí murió repentinamente.
Numerosos museos nacionales y extranjeros tienen obras suyas en su colección. Está representado  en el Museo de Arte Contemporáneo de Lisboa y en el Museo Soares dos Reis de Oporto, en la Galería Nacional de Melbourne, en la Galería Bendigo, etc. Entre sus principales obras, que obtuvieron reconocimiento internacional, destacan y deben mencionarse, entre las que se encuentran:
- Muerte de Burks
- La visión de San Estanislao de Kostka
- El retrato del concejal Stewart
- Las cuatro estaciones
- Iris y la Cruz del Sol
- Catedral de San Antonio de Melbourne
- la azalea
- Maternidad
- Los Tigres
- Señora de la Guía
- el puerto
- Gerez
- Diana

## Galería

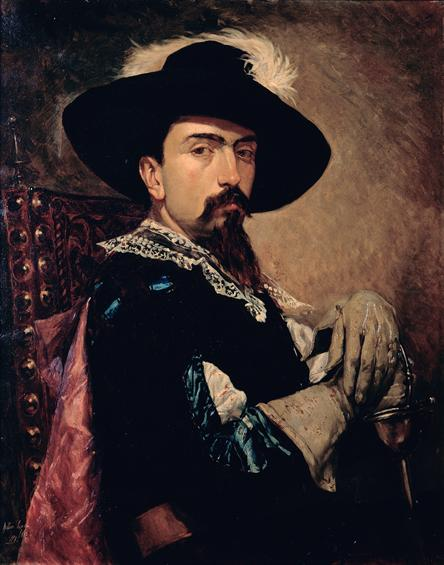
Retrato de Delfim Guedes, Conde de Almedina
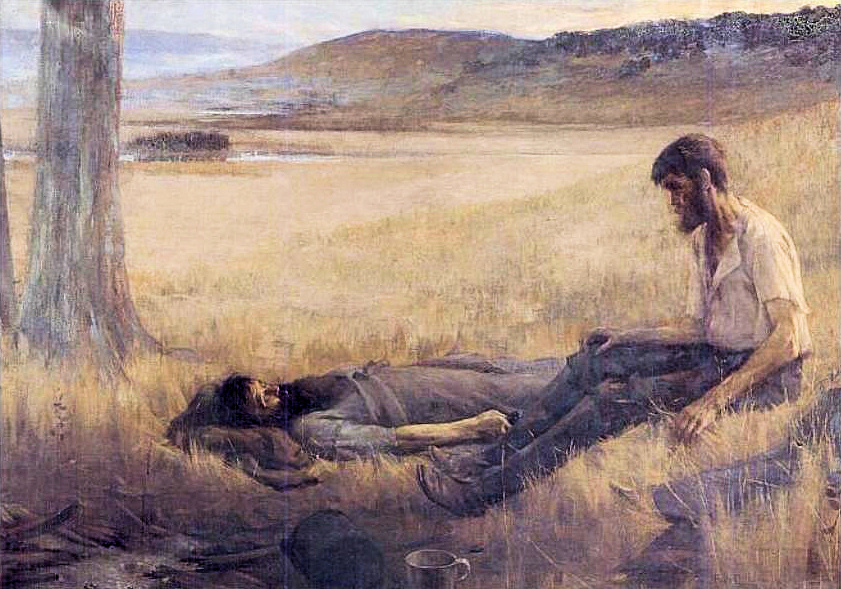
La muerte de Burks